# Tomas Pettersson
Tomas Pettersson (Alingsås, 15 mei 1947) is een voormalig Zweeds wielrenner. Hij was een van de vier broers die voor Zweden de zilveren medaille wonnen op de 100 km per ploeg op de Olympische Spelen in 1968.

## Belangrijkste overwinningen
1967
- Wereldkampioen Ploegentijdrit (baan), Amateurs (met Erik Pettersson, Sture Pettersson en Gösta Pettersson)

1968
- Wereldkampioen Ploegentijdrit (baan), Amateurs (met Erik Pettersson, Sture Pettersson en Gösta Pettersson)
- Wereldkampioen 100 km Ploegentijdrit, Amateurs (met Erik Pettersson, Sture Pettersson en Gösta Pettersson)
- 14e etappe Milk Race

1969
- Wereldkampioen 100 km Ploegentijdrit, Amateurs (met Erik Pettersson, Sture Pettersson en Gösta Pettersson)

1970
- Trofeo Baracchi (met Gösta Pettersson)

1971
- 8e etappe Ronde van Romandië

1972
- 1e etappe Tirreno-Adriatico

## Resultaten in voornaamste wedstrijden
| Jaar | Ronde van Italië | Ronde van Frankrijk | Ronde van Spanje |
| ---- | ---------------- | ------------------- | ---------------- |
| 1970 |                  | 36e                 |                  |
| 1971 |                  | opgave              |                  |
| 1972 | 41e              |                     |                  |
| 1973 |                  |                     |                  |

| Jaar | Milaan-San Remo |  | WK op de weg |
| ---- | --------------- |  | ------------ |
| 1970 |                 |  | 42e          |
| 1971 |                 |  | 12e          |
| 1972 | 10e             |  |              |
| 1973 | 122e            |  |              |